# Иждивенец
В российском праве иждиве́нец — физическое лицо, нетрудоспособный человек, чаще всего имеющий группу инвалидности. Иждивенцами не являются временно безработные трудоспособные люди.
Среди иждивенцев можно выделять два типа — иждивенцев государства (кооперативных и общественных организаций) и иждивенцев отдельных лиц. К первому типу относятся стипендиаты, воспитанники детских домов. А ко второму дети, живущие на попечении родителей, или в более общем случае люди, живущие на средства других граждан.
Иждивенцы имеют некоторые права в области пенсионного обеспечения, например, в случае потери кормильца. При этом лицо, которое обеспечивает иждивенцев, освобождается от части налога, равной произведению минимума зарплаты (без учёта налогов) на количество иждивенцев.